# 뉴스파다
뉴스파다는 MBC경남 표준FM(창원 표준FM 98.9MHz, 창원시 마산회원구 내서읍 삼계리 표준FM 96.7MHz, 진주 표준FM 91.1MHz, 거창 표준FM 93.5MHz)에서 평일 저녁 6시 10분부터 7시까지 방송하는 경남 전지역의 퇴근길 라디오 시사교양 프로그램이다. 2024년 11월 8일 자로 1년만에 폐지되었다.

## 프로그램 소개
- 모든 것이 뉴스다. 무엇이든 파고든다. 끝까지, 뒤까지 파보는 뉴스 마니아들의 베이스캠프 지금, 어디서든, 보거나 들을 수밖에 없는 라이브 방송 <뉴스파다>

## 진행자
- 윤동현 아나운서

## 역대 진행자
| 대수 | 진행자          | 진행 기간                        | 비고  |
| ---- | --------------- | -------------------------------- | ----- |
| 1대  | 윤동현 아나운서 | 2023년 5월 1일 ~ 2024년 11월 8일 | [ 1 ] |

## 매일 코너
- 뉴스테이블 - 지역 신문사와 콜라보를 통한 오늘의 주요 이슈 탐색
- 보여주다 - 경남에서 뜨거웠던 그곳의 생생한 현장!
- 들려주다 - 다양한 지역의 목소리를 담은 인터뷰 배달
- 왓츠 인 - 지금 핫한 인물 인터뷰

## 요일 코너

### 월요일
- 이희영의 머니볼 - 스포티비(SPOTV) 해설위원과 함께 전하는 스포츠의 세계
- 이상인의 귀촌상인 - 무술 고수에서 농사 고수로 거듭난 배우 이상인의 전원일기

### 화요일
- 박찬우&김민경의 건강한 이별 - 이혼전문변호사와 정신건강전문의가 알려주는 멘탈 관리법

### 수요일
- 알려'줌(Zoom)' - 줌으로도 충분히 가능하잖아요? 지금 핫한 셀럽 화상 인터뷰

## 월간 코너
- 상욱의 변 - CBS 출신 대기자 변상욱의 월말 이슈 정리

## 같이 보기
- MBC경남
- MBC경남 표준FM
- 권순표의 뉴스 하이킥